# بایون، مورت-ا-موزل
بایون (به فرانسوی: Bayon) یک کمون (فرانسه) در فرانسه است که در canton of Bayon واقع شده‌است. بایون ۶٫۰۵ کیلومتر مربع مساحت دارد ۲۶۷ متر بالاتر از سطح دریا واقع شده‌است.

## خواهرخوانده
شهر اشترلن خواهرخواندهٔ بایون، مورت-ا-موزل هست.